# 大西彩子
大西彩子（おおにし さいこ）は、日本のチェロ奏者。

## 略歴
岡山県出身。神戸女学院大学音楽学部卒業。チェロを松下修也、竹内良治、雨田一孝、中田有、カタリン・イレア(Cătălin Ilea)に、室内楽をアレッシオ・アレグリーニ(Alessio Allegrini)に師事。
音に色彩を感じる共感覚の能力を持つ豊かな感性で、湘南エールアンサンブルなどのオーケストラや、チェロカルテットwarm toneなどの室内楽で演奏を行う一方で、アコースティック・ユニットplutrioのメンバーとしての活動や、スタジオミュージシャンとしてテレビやライブでアーティストのサポートもするなど、クラシックの枠を超えた活動も多い。一般向け教育活動も行っている。